# Jadrini járás
A Jadrini járás (oroszul Ядринский район, csuvas nyelven Eтĕрнe районĕ) Oroszország egyik járása Csuvasföldön. Székhelye Jadrin.

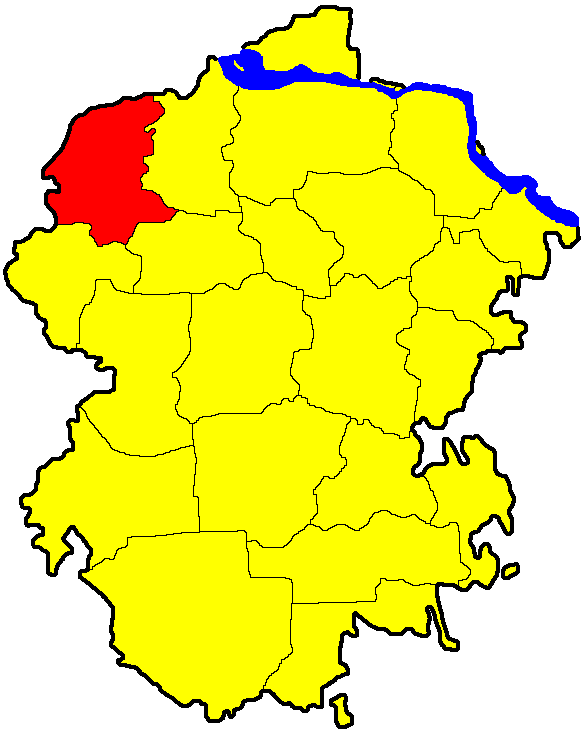
A Jadrini járás Csuvasföldön

## Népesség
- 1989-ben 36 745 lakosa volt.
- 2002-ben 34 456 lakosa volt, melynek 84%-a csuvas, 15%-a orosz.
- 2010-ben 29 965 lakosa volt.